# I due maggiolini più matti del mondo
Pour plus de détails, voir Fiche technique et Distribution.
I due maggiolini più matti del mondo est un film italien réalisé par Giuseppe Orlandini, sorti en 1970.
Il s'agit d'une parodie d'Un amour de Coccinelle (1968) de Robert Stevenson (intitulé Un Maggiolino tutto matto en italien).

## Synopsis
Franco et Ciccio sont deux frères marchands siciliens. Un jour, ils décident d'aller passer le week-end dans leur maison sur la plage pour pêcher. Au volant de leur Coccinelle rouge, ils se mettent en route mais tombent immédiatement sur une patrouille de la police routière. Ciccio se rend compte qu'il a oublié son portefeuille, sa carte grise et son permis de conduire à la maison. Franco tente alors de soudoyer le capitaine de la police de routière, qui n'est pas convaincu et les emmène au poste de police, où ils reçoivent une amende avant d'être relâchés. À mi-parcours, Franco aperçoit deux belles autostoppeuses blondes sur le bord de la route ; il ordonne à Ciccio de s'arrêter, sort de la voiture et, soudain, quatre autres types surgissent de derrière les buissons et montent tous dans la Coccinelle. Le groupe arrive enfin à la plage et les six garçons les rejoignent pour entrer dans la maison de Franco et Ciccio.
Au début, Ciccio refuse d'être le cuisinier de tout le groupe, mais en peu de temps, les garçons vident tout le garde-manger des deux amis et mettent du désordre dans tout le salon.
Pendant ce temps, la nouvelle de l'évasion de trois dangereux détenus, plus une fille, est diffusée à la radio. La nouvelle parvient également aux oreilles des femmes de Franco et de Ciccio, qui partent immédiatement rejoindre leurs maris à la maison de la plage.
Les deux hommes voient arriver leurs femmes, leurs enfants et leur belle-mère, qui trouvent le salon en désordre et demandent des explications. Franco, en guise d'excuse, dit que ce sont les évadés qui ont créé le chaos : la police arrive également, et les deux hommes pensent s'en être tirés.
Cependant, les quatre évadés se présentent réellement à la maison de la plage et prennent immédiatement la famille en otage. Entre-temps, Franco et Ciccio reviennent à la maison avec des provisions ; ils entrent dans la maison et trouvent les évadés en face d'eux. La belle-mère, les filles, les petits-enfants et les gendres sont isolés dans une pièce au deuxième étage pendant que la bande élabore un plan d'évasion.

## Fiche technique
- Titre original italien : I due maggiolini più matti del mondo[1] (litt. « Les deux coccinelles les plus folles du monde »)
- Réalisation : Giuseppe Orlandini
- Scénario : Roberto Gianviti
- Musique : Coriolano Gori
- Photographie : Silvio Fraschetti
- Montage : Nella Nannuzzi
- Production : Giorgio Agliani (responsable de production)
- Pays :  Italie
- Genre : Comédie
- Durée : 87 minutes
- Dates de sortie : 
  - Italie : 29 août 1970 (Milan) ; 3 septembre 1970 (Turin)

## Distribution
- Franco Franchi : Franco
- Ciccio Ingrassia : Ciccio
- Fiorenzo Fiorentini : Il Giglio
- Gia Sandri : Teresa
- Dada Gallotti : Rossana
- Franca Haas : Aurelia
- Flora Carosello : Carmelina
- John Bartha : Anastasia
- Enzo Andronico : l'agent de police municipale